# Hold Me, Thrill Me, Kiss Me
Hold Me, Thrill Me, Kiss Me è il quinto album discografico in studio da solista della cantante statunitense Gloria Estefan, pubblicato nel 1994.
È costituito da cover.

## Tracce
1. Hold Me, Thrill Me, Kiss Me – 3:21
2. How Can I Be Sure – 3:15
3. Everlasting Love – 4:01
4. Traces – 3:22
5. Don't Let the Sun Catch You Crying – 4:21
6. You've Made Me So Very Happy – 4:44
7. Turn the Beat Around – 3:52
8. Breaking Up Is Hard to Do – 3:13
9. Love on a Two-Way Street – 4:12
10. Cherchez La Femme – 4:58
11. It's Too Late – 3:57
12. Goodnight My Love, Pleasant Dreams – 2:52

## Classifiche
| Classifica (1994/1995) | Posizione raggiunta |
| ---------------------- | ------------------- |
| Australia              | 11                  |
| Germania               | 89                  |
| Nuova Zelanda          | 18                  |
| Paesi Bassi            | 16                  |
| Regno Unito            | 5                   |
| Spagna                 | 6                   |
| Stati Uniti            | 9                   |
| Svizzera               | 40                  |